# Грін Тауншип (округ Пайк, Пенсільванія)
Грін Тауншип (англ. Greene Township) — селище (англ. township) в США, в окрузі Пайк штату Пенсільванія. Населення — 3452 особи (2020).

## Демографія
Згідно з переписом 2010 року, у селищі мешкало 3956 осіб у 1629 домогосподарствах у складі 1153 родин. Було 3242 помешкання
Расовий склад населення:
| - 96,0 % — білих - 1,0 % — чорних або афроамериканців - 0,4 % — корінних американців - 0,3 % — азіатів |

До двох чи більше рас належало 1,6 %. Частка іспаномовних становила 3,9 % від усіх жителів.
За віковим діапазоном населення розподілялося таким чином: 21,4 % — особи молодші 18 років, 59,6 % — особи у віці 18—64 років, 19,0 % — особи у віці 65 років та старші. Медіана віку мешканця становила 46,4 року. На 100 осіб жіночої статі у селищі припадало 98,4 чоловіків;  на 100 жінок у віці від 18 років та старших — 94,6 чоловіків також старших 18 років.
Середній дохід на одне домашнє господарство  становив 64 642 долари США (медіана — 50 234), а середній дохід на одну сім'ю — 70 097 доларів (медіана — 52 070). Медіана доходів становила 32 215 доларів для чоловіків та 35 789 доларів для жінок. За межею бідності перебувало 10,5 % осіб, у тому числі 12,7 % дітей у віці до 18 років та 3,5 % осіб у віці 65 років та старших.
Цивільне працевлаштоване населення становило 1721 особа. Основні галузі зайнятості: освіта, охорона здоров'я та соціальна допомога — 20,1 %, роздрібна торгівля — 16,4 %, науковці, спеціалісти, менеджери — 13,2 %, мистецтво, розваги та відпочинок — 11,0 %.